# HD 125745
HD 125745，又名CD-34 9570，SAO 205485、HR 5376，是一颗恒星，视星等为5.56，位于銀經323.33，銀緯24.46，其B1900.0坐标为赤經14h 16m 19.9s，赤緯-34° 24.46′ 47″。